# بوتيني
بوتيني هي قرية تقع في إقليم أراد في رومانيا. تبعد عن أراد 72 كم.

## السكان
حسب إحصائيات 2002 بلغ عدد سكان القرية 3,472 نسمة.